# 伊藤直彦
伊藤 直彦（いとう なおひこ、1940年〈昭和15年〉7月11日 - 2024年〈令和6年〉11月7日）は、日本の実業家。第4代日本貨物鉄道社長、日本物流団体連合会会長などを歴任した。

## 経歴
長野県出身。
1964年（昭和39年）に東京大学法学部を卒業し、同年4月に日本国有鉄道に入社。
1970年（昭和45年）7月にワシントン州立大学経営学大学院を修了。
1985年（昭和60年）11月に貨物局営業課長に就任した。
1987年（昭和62年）4月の国鉄分割民営化により発足した日本貨物鉄道で関西支社長、取締役、常務、専務を経て、1999年（平成11年）6月に社長に就任。2007年6月から会長に就任した。
2015年（平成27年）春の叙勲で旭日重光章を受章した。
2024年（令和6年）11月7日午後1時5分、悪性リンパ腫のため東京都内の病院で死去。84歳没。死没日付で正四位に追叙された。

## 逸話
高速道路整備による大型トラックや、空港整備による航空機での貨物輸送の増加、さらには国鉄時代のスト権ストによる国鉄貨物への信頼失墜などの影響で減少を続けていた鉄道貨物の復権に尽力した。
日本において本来鉄道が得意とする500km以上の遠距離輸送においても鉄道貨物が衰退していった理由を幾つか列挙した際、その一つに、このストによる信頼失墜を挙げている。
大阪のある大手メーカーには当時「もう二度と鉄道は使わない」とまで言われたエピソードも残っている。